# Maria Wolf (Politikerin)
Maria Wolf, geb. Harmanns (* 7. Juli 1900 in Krefeld; † 29. Dezember 1980 in Trier) war eine deutsche Politikerin (SPD).

## Leben
Nach dem Volksschulabschluss und dem Besuch der Handelsschule arbeitete Maria Harmanns zunächst als kaufmännische Angestellte. Sie trat 1919 in den Arbeiterjugendverein Krefeld ein und war Mitbegründerin der Sozialistischen Arbeiter-Jugend im SPD-Bezirk Niederrhein. Im Juli 1921 wurde sie Mitglied der SPD, für die sie von 1920 bis 1927 als Sekretärin im Krefelder Bezirksbüro tätig war. Neben ihrer beruflichen Tätigkeit übernahm sie ehrenamtlich Aufgaben in der SAJ und leistete Mitarbeit in der Arbeiterwohlfahrt.
1926 heiratete Maria Harmanns den Journalisten Waldemar Wolf, der bei der Niederrheinischen Volkstribüne arbeitete und ebenfalls den Sozialdemokraten angehörte. Nachdem ihr Mann 1927 eine Stelle als Redakteur bei der Trierer Volkswacht angenommen hatte, zogen die beiden an die Mosel, wo ein Jahr später der gemeinsame Sohn geboren wurde.
Maria Wolf engagierte sich neben ihrer Tätigkeit als Hausfrau weiterhin politisch. Sie war Vorstandsmitglied des Trierer SPD-Ortsvereins und von 1928 bis 1929 sowie von 1931 bis 1932 Leiterin der dortigen SPD-Frauengruppe. Des Weiteren war sie Vorstandsmitglied der Bezirksarbeitsgemeinschaft „Sozialer Dienst für die erwerbslose Jugend“. Bei der Landtagswahl 1932 kandidierte sie für den Preußischen Landtag, erhielt jedoch kein Mandat. Nach der Machtübernahme der Nationalsozialisten musste sie alle politischen Funktionen niederlegen. Ihr Mann wurde 1933 zeitweise in „Schutzhaft“ genommen, später arbeitete er bei einem Bauunternehmen.
Nach dem Zweiten Weltkrieg beteiligte sich Wolf an der Neugründung der Trierer SPD, für die sie von 1946 bis 1952 im Stadtrat saß. Bei der Landtagswahl 1951 wurde sie erstmals als Abgeordnete in den Rheinland-Pfälzischen Landtag gewählt, dem sie ohne Unterbrechung bis 1959 angehörte.

## Ehrungen
- 1970: Verdienstorden der Bundesrepublik Deutschland